# 川口半平
川口半平（かわぐち はんぺい、1897年2月19日 - 1990年4月26日）は、日本の教育者、児童文学者。

## 経歴
1987年2月19日、岐阜県揖斐郡徳山村に生まれる。病弱で小学校に十分通うことなく卒業したが、通信教育「中学講義録」で勉強し、1912年には徳山小学校戸入分校の代用教員となる。1914年にに岐阜師範学校に入学し、1918年に卒業した。池袋児童の村小学校の訓導として後に名を馳せる野村芳兵衛は岐阜師範学校の同期であり、生涯を通じて交流を持った。
師範学校卒業後、徳山国民学校訓導となる。その後、1925年には岐阜師範附属小学校訓導となり、その後岐阜師範代用長良小学校訓導などを経て、1935年には揖斐郡小島尋常高等小学校長、1938年には県視学となった。
戦前期には、1930年には『赤い鳥』復刊のために岐阜支部を設立した。また、『綴方生活』同人を招き綴方講習会を開催するなど、綴方教育を実践した。
1943年から1946年まで岐阜市長良国民学校校長をしていたが、終戦を期に後任を野村芳兵衛に託して故郷の徳山村に帰郷する。その後、1949年に揖斐郡から岐阜県議会議員に選出され、1951年にはこれを辞職して県教育長となり、1956年まで県教育委員を務めた。その後は岐阜市教育委員、岐阜県退職校長会を組織し初代会長となったり、岐阜県児童文学研究会代表なども勤めている。
後年は児童文学者としても活動し、1972年には児童文学誌「コボたち」を発刊した。
1990年4月26日に死去した。

## 著作
- 『作文教育変遷史』岐阜県国語教育研究会　1958（1975年に共同企画・出版部から復刻版が出版されている）
- 『山のコボたち』東都書房　1963
- 『花ぐるみ : 一教師の人生』母と子ども社　1974（自伝）
- 『物語濃飛史』岐阜日日新聞社　1977

## 関連書籍
- 岸武雄『芳兵衛さと半平さ』教育出版文化協会　1992

## 参考
- デジタル版日本人名大辞典:
- 浮田真弓「岐阜県の綴方教育研究 : 川口半平を中心とした考察」『桜花学園大学人文学部研究紀要』第5号　2003